# Muñico
Muñico – gmina w Hiszpanii, w prowincji Ávila, w Kastylii i León, o powierzchni 13,28 km². W 2011 roku gmina liczyła 117 mieszkańców.